# Фаунтен (Північна Кароліна)
Фаунтен (англ. Fountain) — місто (англ. town) в США, в окрузі Пітт штату Північна Кароліна. Населення — 385 осіб (2020).

## Географія
Фаунтен розташований за координатами 35°40′19″ пн. ш. 77°37′51″ зх. д. / 35.67194° пн. ш. 77.63083° зх. д. (35.672002, -77.630782).  За даними Бюро перепису населення США в 2010 році місто мало площу 2,41 км², уся площа — суходіл.

## Демографія
Згідно з переписом 2010 року, у місті мешкало 427 осіб у 181 домогосподарстві у складі 120 родин. Густота населення становила 177 осіб/км².  Було 210 помешкань (87/км²).
Расовий склад населення:
| - 49,9 % — чорних або афроамериканців - 46,6 % — білих |

До двох чи більше рас належало 2,8 %. Частка іспаномовних становила 1,4 % від усіх жителів.
За віковим діапазоном населення розподілялося таким чином: 24,1 % — особи молодші 18 років, 55,3 % — особи у віці 18—64 років, 20,6 % — особи у віці 65 років та старші. Медіана віку мешканця становила 44,1 року. На 100 осіб жіночої статі у місті припадало 88,9 чоловіків;  на 100 жінок у віці від 18 років та старших — 82,0 чоловіків також старших 18 років.
Середній дохід на одне домашнє господарство  становив 41 803 долари США (медіана — 21 324), а середній дохід на одну сім'ю — 54 244 долари (медіана — 28 854). Медіана доходів становила 32 250 доларів для чоловіків та 36 964 долари для жінок. За межею бідності перебувало 32,0 % осіб, у тому числі 38,9 % дітей у віці до 18 років та 25,7 % осіб у віці 65 років та старших.
Цивільне працевлаштоване населення становило 133 особи. Основні галузі зайнятості: будівництво — 24,8 %, роздрібна торгівля — 17,3 %, науковці, спеціалісти, менеджери — 11,3 %, освіта, охорона здоров'я та соціальна допомога — 11,3 %.